# Anna Schimon-Regan

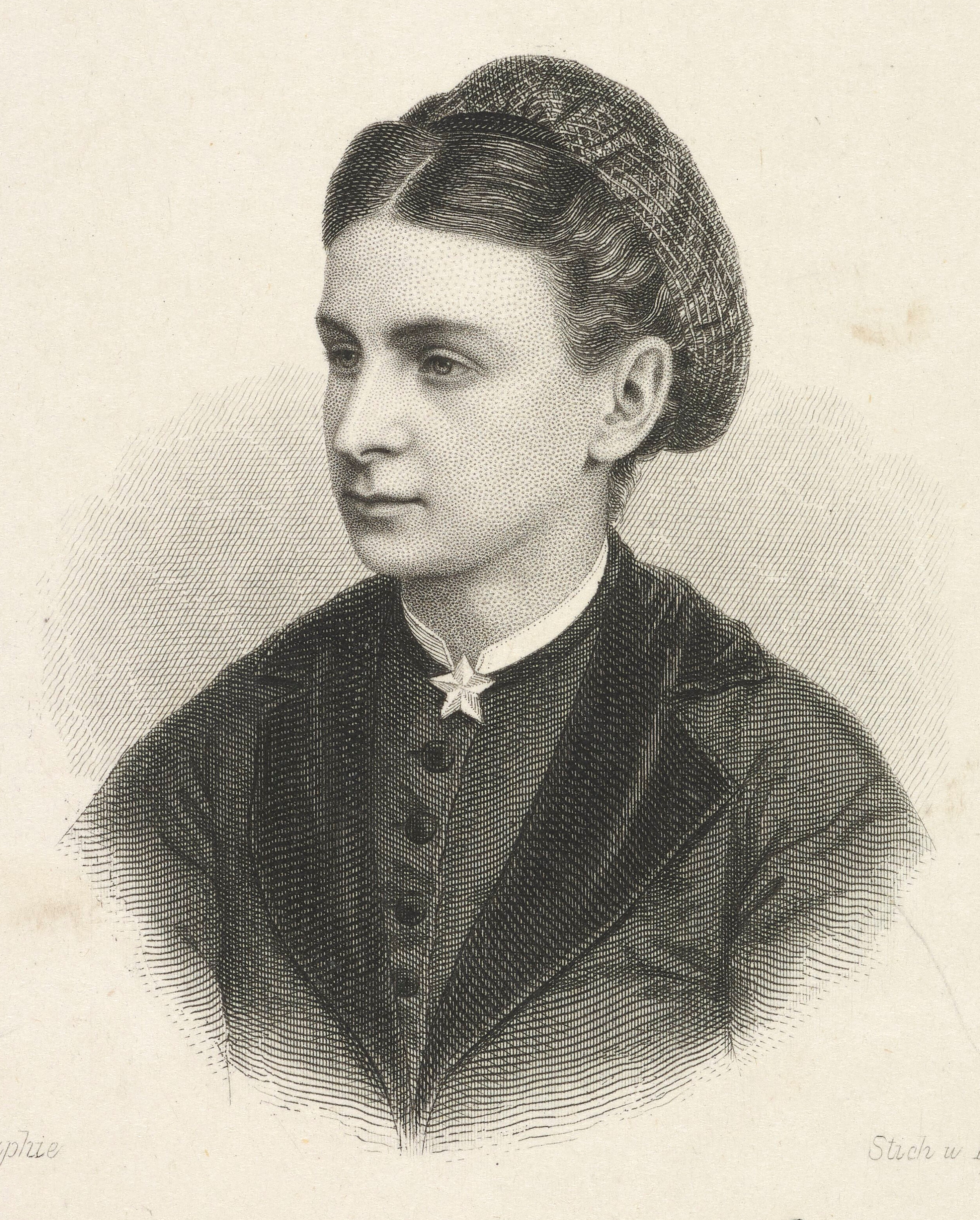
Anna Regan, 1892

Anna Schimon-Regan, geb. Regan (eigentl. Anger, * 18. September 1841 in Aich bei Karlsbad, Böhmen; † 18. April 1902 in München) war eine deutsche Sängerin (Sopran/Mezzosopran) und Gesangslehrerin böhmischer Herkunft.

## Leben
Anna Regan war eine Adoptivtochter des Karlsbader Badearztes Johann Anger (um 1815–1887), aus dessen Namen sie später anagrammatisch ihren Künstlernamen ableitete – in Anlehnung an die Gestalt der Regan aus Shakespeares Drama König Lear. Sie erhielt ihre Gesangsausbildung bei Maschinka Schneider in Dresden und Caroline Unger-Sabatier. Sie begleitete Caroline Unger-Sabatier nach Florenz, wo sie bis 1864 blieb. Ihr Debüt als Sängerin gab sie in Siena und trat in weiteren Städten in Italien auf. Am Hoftheater Hannover hatte sie von 1864 bis 1867 ein Engagement als Soubrette. Anschließend wirkte sie als Konzertsängerin, vornehmlich mit Liedern von Franz Schubert.
Im August 1867 nahm sie ein Engagement als Kammersängerin am Hof der Großfürstin Elena Pawlowna von Russland in Sankt Petersburg an. Dort sang sie u. a. am 28. November 1867 im vierten Konzert der russischen Konzertgesellschaft unter Leitung von Hector Berlioz eine Arie aus Figaros Hochzeit und Absence, eine Romanze für Mezzosopran und Orchester aus Berlioz’ Liederzyklus Les nuits d’été. Sie trat in zwei weiteren Konzerten von Berlioz in St. Petersburg auf. 1871 sang sie bei einem Hofkonzert in Schloss Windsor aus Anlass der Hochzeit der englischen Prinzessin Louise mit John Campbell, 9. Duke of Argyll. In London bildete sie sich bei Manuel Garcia und Julius Stockhausen nochmals weiter aus.
1872 heiratete sie in Florenz den Pianisten, Komponisten und Gesangslehrer Adolf Schimon (1820–1887), der ab 1874 am Leipziger Konservatorium unterrichtete. In Leipzig trat Anna Schimon-Regan mit dem Gewandhausorchester auf und unternahm von 1874 bis 1877 mehrere Konzertreisen. Ende der 1870er Jahre übersiedelte sie nach München, wo sie u. a. ein Damen-Gesangsquartett leitete (2. Sopranistin: Minna Bingenheimer, 1. Altistin: Anna Lankow, 2. Altistin: Luise Pfeiffer van Beck). Am Konservatorium Leipzig unterrichtete sie von 1886 bis 1891. 1892 ging sie nach München und lehrte bis 1900 an der Akademie der Tonkunst.
Zu ihren Schülern gehörte der Tenor Ernst Kraus (1863–1941).

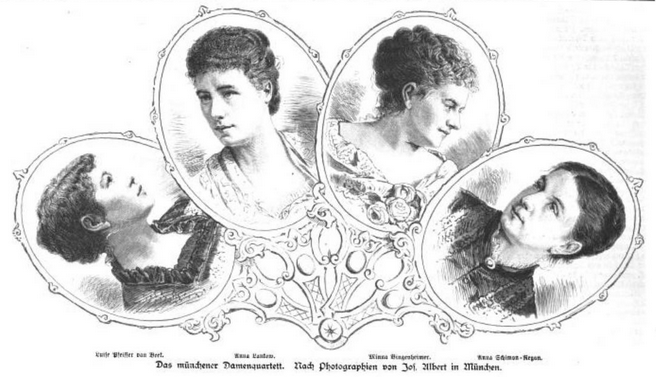
„Das münchener Damenquartett“ unter der Leitung von Anna Schimon-Regan (Abbildung in der Illustrirten Zeitung, Nr. 2028, 1882, S. 393)